# قطار

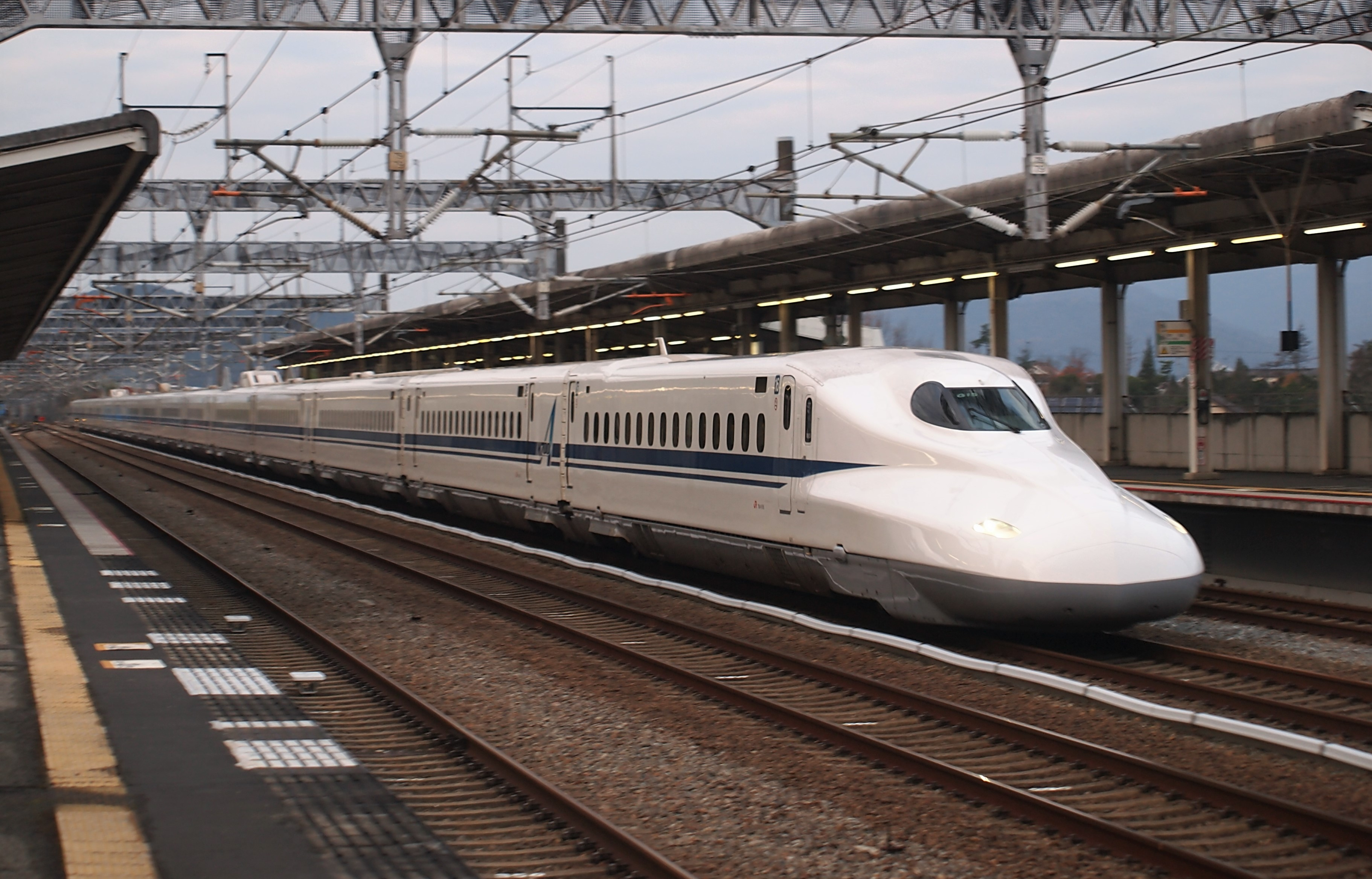
شینکانسن شبکه‌ای از خطوط راه‌آهن سریع‌السیر در ژاپن است. این سیستم ریلی در ابتدا برای اتصال مناطق دور ژاپن به توکیو، پایتخت ژاپن، جهت کمک به رشد و توسعه اقتصادی ساخته شد. حداکثر سرعت عملیاتی آن ۳۲۰ کیلومتر در ساعت است.

قطار یا ترَن (به فرانسوی: train) گونه‌ای از ترابری ریلی است که از وسایل نقلیهٔ به‌هم پیوسته‌ای ساخته شده که برای جابه‌جایی بار یا مسافران روی ریل راه‌آهن حرکت می‌کند.

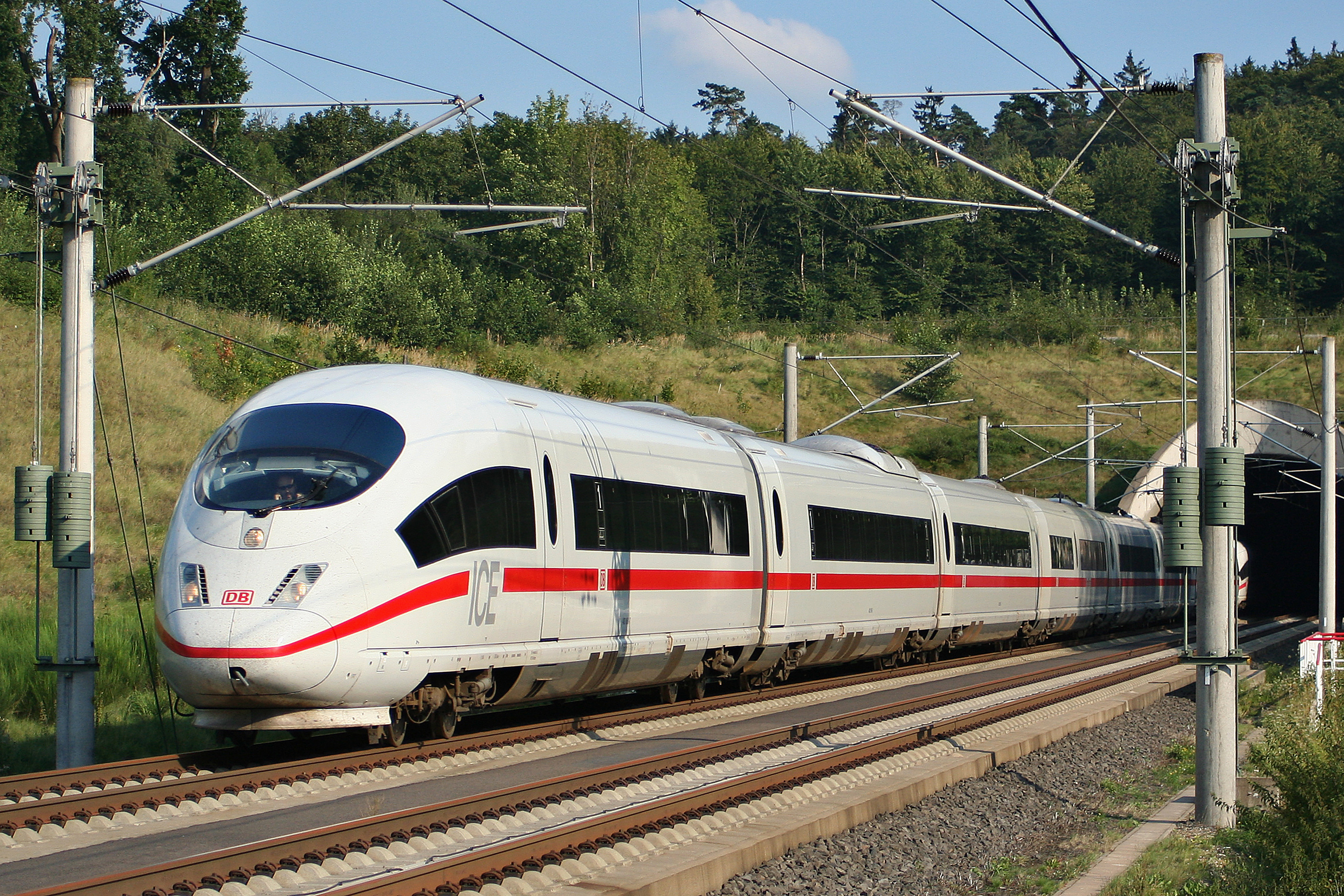
یک قطار خودکششی الکتریکی (EMU) متعلق به دویچه بان با قابلیت حرکت با سرعت ۳۲۰ کیلومتر بر ساعت.

نیروی محرکه قطار توسط یک لوکوموتیو یا موتورهای جداگانه موجود در هر واگن خودکششی چندگانه تأمین می‌شود. اغلب از اصطلاح «موتور» به عنوان جایگزینی برای لوکوموتیو استفاده می‌شود. اگرچه در گذشته پیشرانه بخار، پیشرانه غالب بود، امروزه متداول‌ترین نوع لوکوموتیوها، انواع دیزلی و الکتریکی هستند. انرژی مورد نیاز در لوکوموتیوهای الکتریکی از طریق سیم‌های سقفی یا ریل‌های اضافی تأمین می‌شود. قطارها همچنین می‌توانند توسط اسب‌ها جابجا شوند، توسط موتور یا کابل یا وینچ سیمی کشیده شوند، با استفاده از نیروی جاذبه در سراشیبی حرکت کنند یا توسط نیروهای پنوماتیکی، توربین‌های گازی یا باتری‌های الکتریکی به حرکت درآورده شوند.
مسیر قطار معمولاً از دو ریل پیوسته با فاصله ثابت از هم تشکیل شده‌است که ممکن است با ریل‌های اضافی مانند ریل‌های برق‌رسان ("ریل سوم") و ریل‌های چرخ‌شانه‌ای تکمیل شود. گاهی از مونوریل و مَگ لِو نیز استفاده می‌شود.
قطارهای مسافربری دارای واگن‌های مسافربر بوده و اغلب بسیار طولانی و سریع هستند. در اواخر قرن بیستم سیستم‌های ریلی پرسرعت به سرعت شروع به رشد کردند و این موضوع همچنان یک موضوع اصلی برای توسعه بیشتر است. گاهی برای اشاره به سیستم‌های تراموای مدرن از اصطلاح «ریل سبک» استفاده می‌شود، اما ممکن است این اصطلاح به معنای یک فرم متوسط بین تراموا و قطار نیز باشد، شبیه به سیستم حمل و نقل سریع ریلی سنگین.

نقشه جهانی شبکه راه‌آهن

در قطارهای باری برای حمل کالا یا مواد از واگن‌های باری استفاده می‌شود. امکان حمل مسافر و بار در یک قطار با استفاده از ترکیب مختلط نیز امکان‌پذیر است.
ماشین آلات ریلی و واگن‌هایی که برای نگهداری و تعمیر ریل‌ها استفاده می‌شوند، «تجهیزات نگهداری از راه» نامیده می‌شوند. به همین ترتیب، ممکن است از قطارهای اختصاصی برای ارائه خدمات پشتیبانی به ایستگاه‌های موجود در امتداد خط قطار، مانند جمع‌آوری زباله آنها یا جمع‌آوری درآمد استفاده شود.

## تاریخچه پیدایش و تکامل قطارها

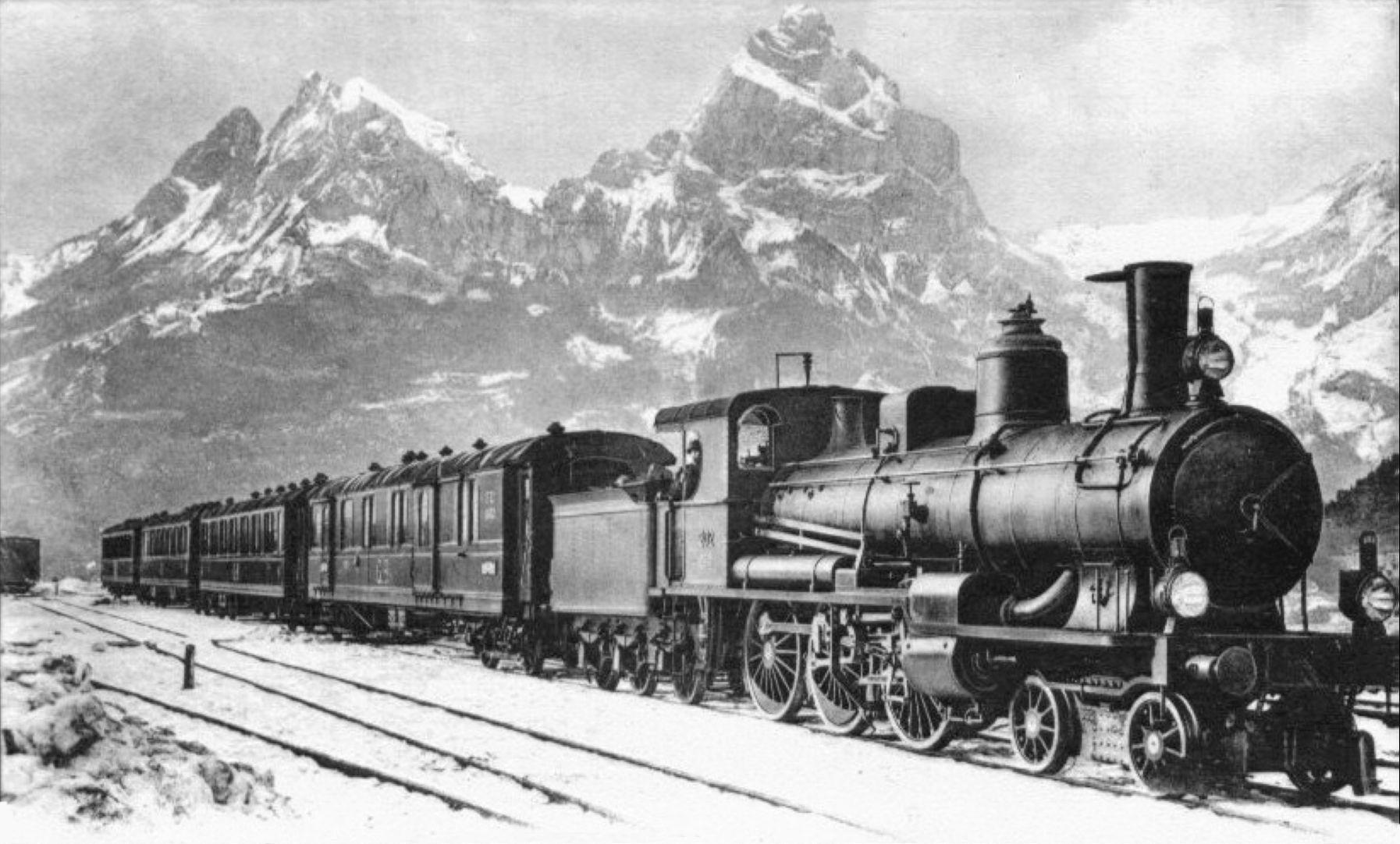
گوتارد اکسپرس، سوئیس، ۱۸۹۷

آغاز به کار قطارها به سدهٔ ۱۵۰۰ میلادی بازمی‌گردد نخست ریل قطار از جنس چوب ساخته و واگن‌ها توسط اسبان پر قدرت کشیده می‌شد. قطار بخار در اوایل سده ۱۸۰۰ اختراع گردید قطارها وسایل ترابری مفیدی هستند زیرا بارهای سنگین را به راحتی روی ریل می‌کشند.
هنگامی که ریچارد ترویتیک برای اولین بار لوکوموتیو مجهز به موتور بخار خود را روی ریل‌های فولادی به حرکت درآورد و عصر قطارهای امروزی آغاز گردید.
این اقدام در سال ۱۸۰۴ میلادی و در ولز جنوبی (انگلستان) انجام شد، او ابتدا یک لوکوموتیو با موتور بخار جهت حمل بار با ظرفیت حمل بار به وزن ۲۰ تن (۲۰۰۰۰ کیلوگرم) درست کرد و سپس یک لوکوموتیو با موتور بخار جهت حمل مسافر اختراع کرد و مردم شهر را سوار می‌کرد و قطار یک دور کامل به دور شهر می‌چرخید و پول ناچیزی از مردم دریافت می‌کرد تا اینکه یک روز یکی از چرخ‌های لوکوموتیو او شکست و پس از آن ریچارد دیگر از لوکوموتیو خود استفاده نکرد و آن را رها کرد.
اما کسی که در تبدیل قطار به وسیله بسیار مهم ترابری عمومی نقش مهمی ایفا کرد جورج استفنسون انگلیسی بود وی یک قطار تقریباً بزرگ ساخت و برای مسافران درون ان قطار خود را به لوکوموتیوی با موتور بخار مجهز کرد.
امروزه هر چند هنوز هم قطارهای بخار در گوشه و کنار جهان دیده می‌شوند اما دیگر دوران آن‌ها به پایان رسیده‌است. لوکوموتیوهای برقی یا دیزلی جدید به سوخت و نگهداری کمتری نیاز دارند. قطارها به ویژه در حمل بارهای سنگین و نیز جا به جایی مسافران در مراکز شهرها دارای اهمیت زیادی هستند. درسته
اولین قطاری که وارد ایران شد ماشین دودی نامیده می‌شد و از تهران به شهر ری رفت‌وآمد می‌کرد.
تمامی مسیر حرکت قطارها از درون اتاق کنترل تحت نظر قرار دارند. مسئول کنترل علامت‌ها و چراغ‌های مختلف را برای اطمینان از بازبودن تمام خط‌ها کنترل می‌کند. لوکوموتیو ران قطار هم با استفاده از چراغ‌ها و درجه‌های مقابل خود با اتاق کنترل ارتباط مستقیم دارد تا از بازبودن مسیر اطمینان حاصل کند.

## انواع

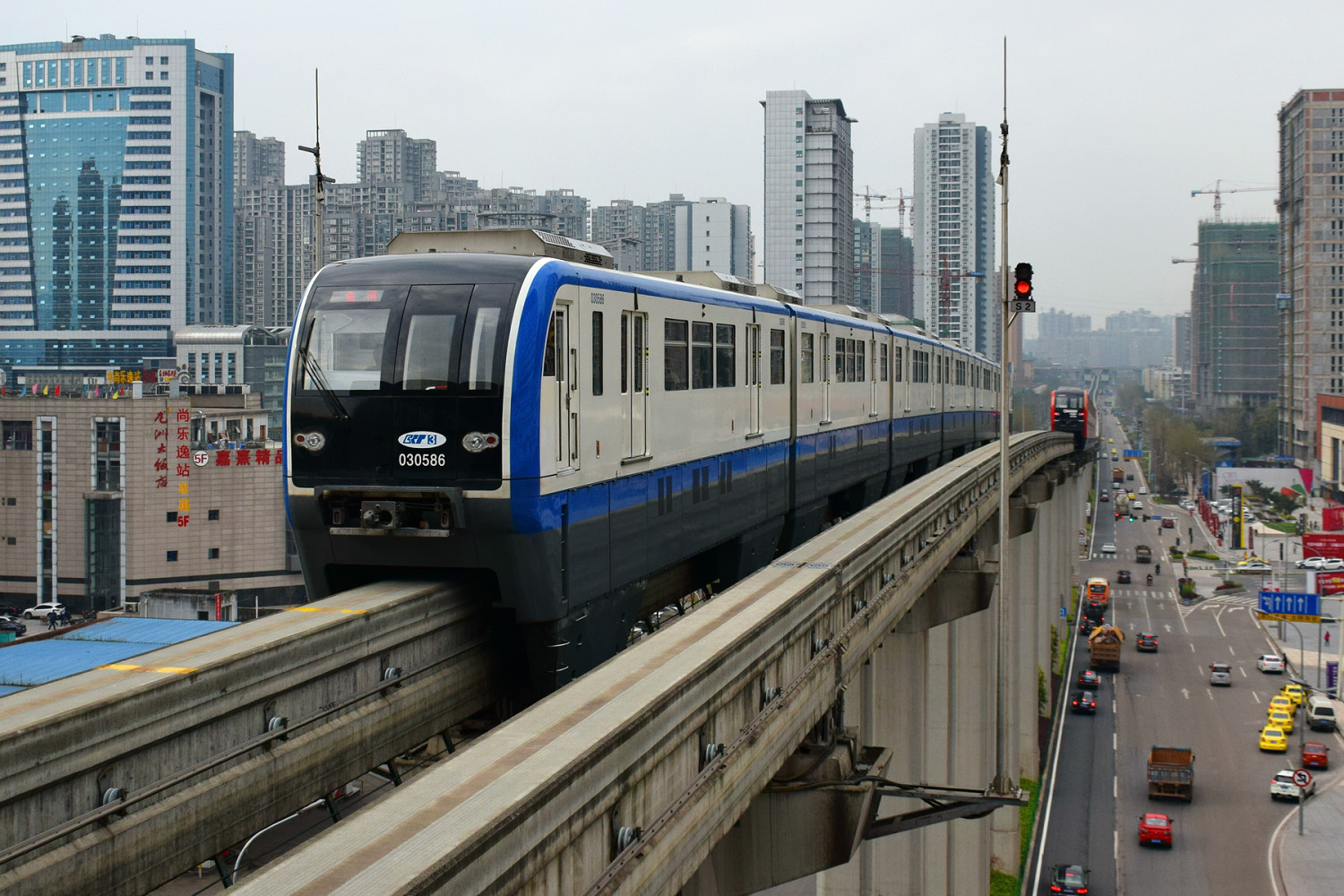
ترانزیت ریلی چونگ‌کینگ در شهر چونگ کینگ، چین، دارای طولانی‌ترین و شلوغ‌ترین سیستم مونوریل در جهان است که خط ۳ طولانی‌ترین و شلوغ‌ترین خط آن است.

قطارها انواع مختلفی دارند که برای اهداف خاصی طراحی شده‌اند. یک قطار می‌تواند از ترکیبی از یک یا چند لوکوموتیو و واگن‌های راه‌آهن متصل به آن، یا یک واحد چندگانه خودران، یا گاهی یک واگن تنها یا بندبند به نام واگن ریلی تشکیل شود. انواع خاصی از قطارها که در "راه آهن"‌های مربوط استفاده می‌شوند عبارتند از: مونوریل، راه‌آهن سریع‌السیر، مَگ لِو، راه‌آهن اتمسفریک، راه‌آهن زیرزمینی تایر-لاستیکی، قطار کابلی و قطار چرخ‌شانه‌ای.
قطار مسافربری از یک یا چند لوکوموتیو و (معمولاً) چندین واگن تشکیل شده‌است. از سوی دیگر، یک قطار ممکن است به صورت کامل از واگن‌های حامل مسافر تشکیل شده باشد (و دارای لوکوموتیو نباشد) که بعضی یا همه آنها دارای موتور محرک باشند. به این قطارها "قطار خودکششی یا واحد چندگانه (MU)" گفته می‌شود. در بسیاری از نقاط جهان، به ویژه خاور دور و اروپا، از قطارهای تندرو به‌طور گسترده‌ای برای حمل مسافران استفاده می‌شود. قطارهای باری به جای واگن‌های مسافربری، از واگن‌های حمل بار تشکیل شده‌اند، اگرچه برخی از قطارهای باری و پستی (به ویژه ایستگاه‌های پست متحرک) از نظر ظاهری بسیار شبیه قطارهای مسافربری هستند. قطارها همچنین می‌توانند ترکیبی مختلط داشته باشند، یعنی هم محل اقامت مسافران بوده و هم وسایل نقلیه باری باشند. این قطارهای مختلط بیشتر برای مسیرهای کم مسافر مورد استفاده قرار می‌گیرد. در این مسیرها استفاده از قطارهای مسافربری و باری جداگانه مقرون به صرفه نخواهد بود. از قطارهای ویژه نیز برای نگهداری مسیر استفاده می‌شود. در بعضی از نقاط جهان، این قطارها تجهیزات نگهداری از راه نامیده می‌شوند.

## اجزای قطار

### بوژی

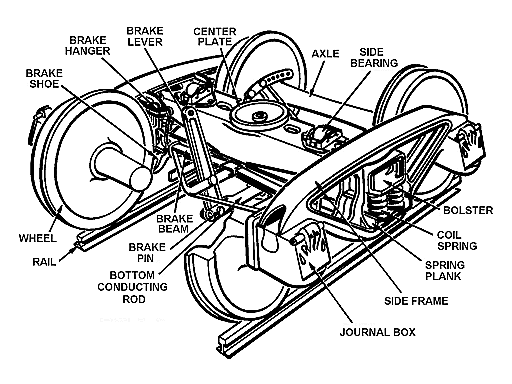
اصطلاحات و اجزای یک بوژی طرح آمریکایی با یاتاقان‌های ژورنال.

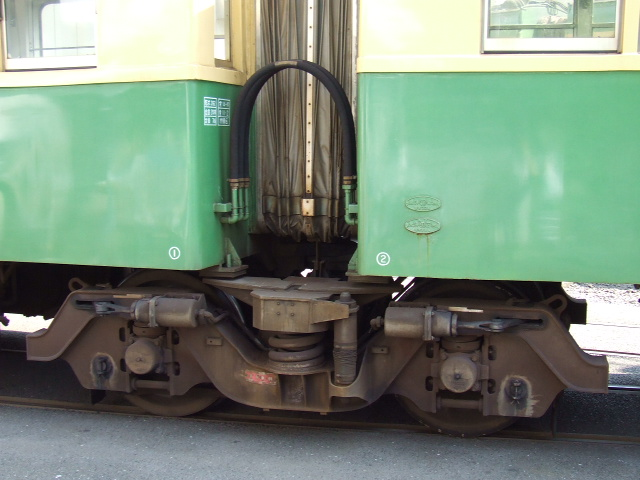
بوژی جاکوب نصب شده در زیر دو واگن.

بوژی یک واگن چرخ دار یا گاری الکتریکی است. در اصطلاح مکانیک، بوژی یک شاسی یا چهارچوب چرخ دار است که به وسیله نقلیه متصل می‌شود. می‌توان آن را در محل خود ثابت کرد، مانند یک کامیون باری، یا بر یک مفصل گردنده سوار کرد، مانند یک واگن راه‌آهن یا یک لوکوموتیو، یا به صورت فنری نصب کرد، مانند سیستم تعلیق چرخ ممتد کاترپیلار. معمولاً بر روی هر واگن یا لوکوموتیو دو بوژی نصب می‌شود، یکی در یک انتها و دیگری در انتهای دیگر. در یک پیکربندی جایگزین، که اغلب در وسایل نقلیه مفصلی استفاده می‌شود، بوژی‌ها (اغلب بوژی‌های جاکوب) را در زیر اتصال بین واگن‌ها قرار می‌دهند. اکثر بوژی‌ها دارای دو محور هستند، چرا که ساده‌ترین طراحی است، اما بوژی‌هایی با حداکثر پنج محور برای واگن‌های بارهای بسیار سنگین نیز طراحی و ساخته شده‌اند. واگن‌های سنگین می‌توانند بیش از دو بوژی داشته باشند که از تقویت کننده‌های دهانه (Span Bolster) برای تساوی بار و اتصال بوژی‌ها به واگن‌ها استفاده می‌کنند. معمولاً کف قطار در سطحی بالاتر از بوژی‌ها قرار دارد، اما کف واگن می‌تواند در بین بوژی‌ها پایین‌تر باشد، مانند قطارهای دو طبقه برای افزایش فضای داخلی که با مشکل محدودیت ارتفاع مواجه هستند، یا قطارهای بدون پله برای سوار شدن آسان.

### پانتوگراف

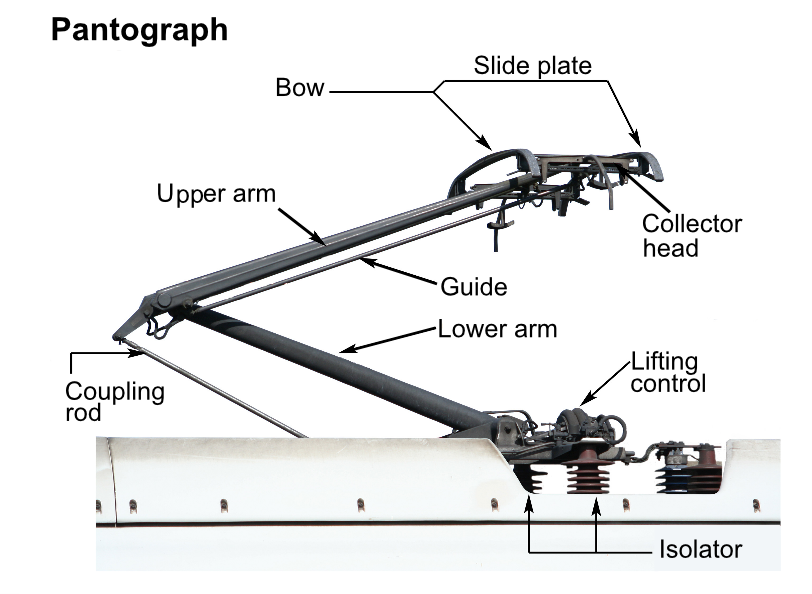
اجزای یک پانتوگراف.

پانتوگراف دستگاهی است که بر روی سقف قطار برقی، تراموا یا اتوبوس برقی نصب می‌شود و وظیفه دریافت برق از خطوط برق هوایی نصب شده در بالای ریل را دارد. قطارها و اتوبوس‌های برقی باتری‌دار در ایستگاه‌های شارژ، شارژ می‌شوند. پانتوگراف یک وسیله متداول در این وسایل برای دریافت الکتریسیته است.

### چرخ‌قطار

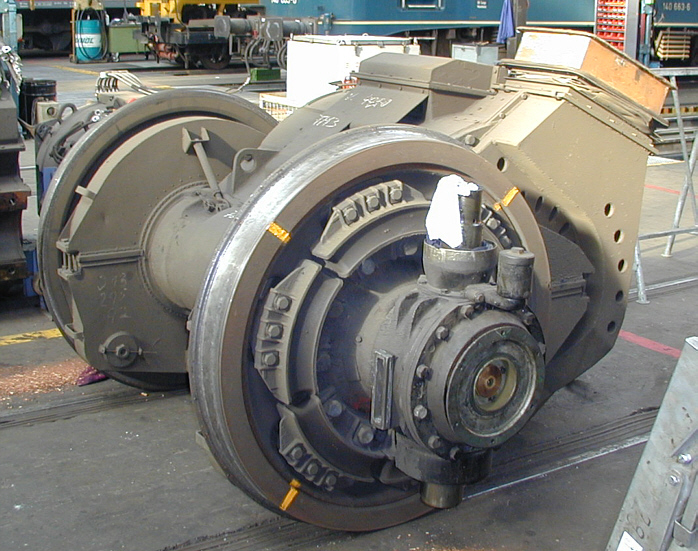
چرخ‌های محرک یک لوکوموتیو.

چرخ قطار یا چرخ ریلی نوعی چرخ است که مخصوص استفاده در مسیرهای ریلی طراحی شده‌است. چرخ به عنوان یک عضو غلتشی عمل می‌کند، و به‌طور معمول به یک محور متصل می‌شود و مستقیماً بر روی واگن راه‌آهن یا لوکوموتیو سوار می‌شود، یا به‌طور غیرمستقیم بر روی یک بوژی نصب می‌شود. چرخ‌هایی نصب شده در زیر واگن‌ها که هرزگرد نبوده و قطار را به حرکت درمی‌آوردند، چرخ محرک نامیده می‌شود.

## نیروی محرکه
اولین قطارها با طناب منتقل می‌شدند، با نیروی جاذبه حرکت می‌کردند یا توسط اسب کشیده می‌شدند، اما از اوایل قرن نوزدهم به بعد تقریباً همه قطارها توسط لوکوموتیو بخار به حرکت درآمدند. از دهه ۱۹۱۰ به بعد، لوکوموتیوهای بخار شروع به جایگزینی با موتورهای دیزلی و الکتریکی کردند. اگرچه این اشکال جدید پیشرانه بسیار پیچیده‌تر و گرانتر از نیروی بخار بودند، آنها بسیار تمیزتر بوده و به نیروی انسانی بسیار کمتری نیاز داشتند. تقریباً در همان زمان، استفاده از قطارهای خودکششی (چه دیزلی و چه برقی) برای مسافربری رونق گرفت. تا دهه ۱۹۷۰ دیزلی سازی لوکوموتیوها برای استفاده روزمره در اکثر کشورها تکمیل شد. از لوکوموتیوهای بخار هنوز هم در راه‌آهن‌های میراثی برای اوقات فراغت و توریست‌ها استفاده می‌شود.
کشش الکتریکی هزینه کمتری در هر کیلومتر کارکرد قطار ارائه می‌دهد، اما به دلیل هزینه اولیه بالا فقط برای مسیرهای پر رفت و آمد توجیه اقتصادی دارد. با اینکه هزینه ساخت ریل و تجهیزات به ازای هر کیلومتر برای قطارهای کشش الکتریکی نسبت به لوکوموتیوهای دیزلی بسیار بیشتر است، اما کشش الکتریکی برای عملکرد دراز مدت و بدون وقفه بسیار قابل اطمینان تر است چرا که در بعضی کشورها هزینه واردات گازوئیل بسیار بالاتر است. قطارهای برقی جریان الکتریکی مورد نیاز خود را از طریق خطوط برق هوایی یا از طریق سیستم برق ریل سوم دریافت می‌کنند.

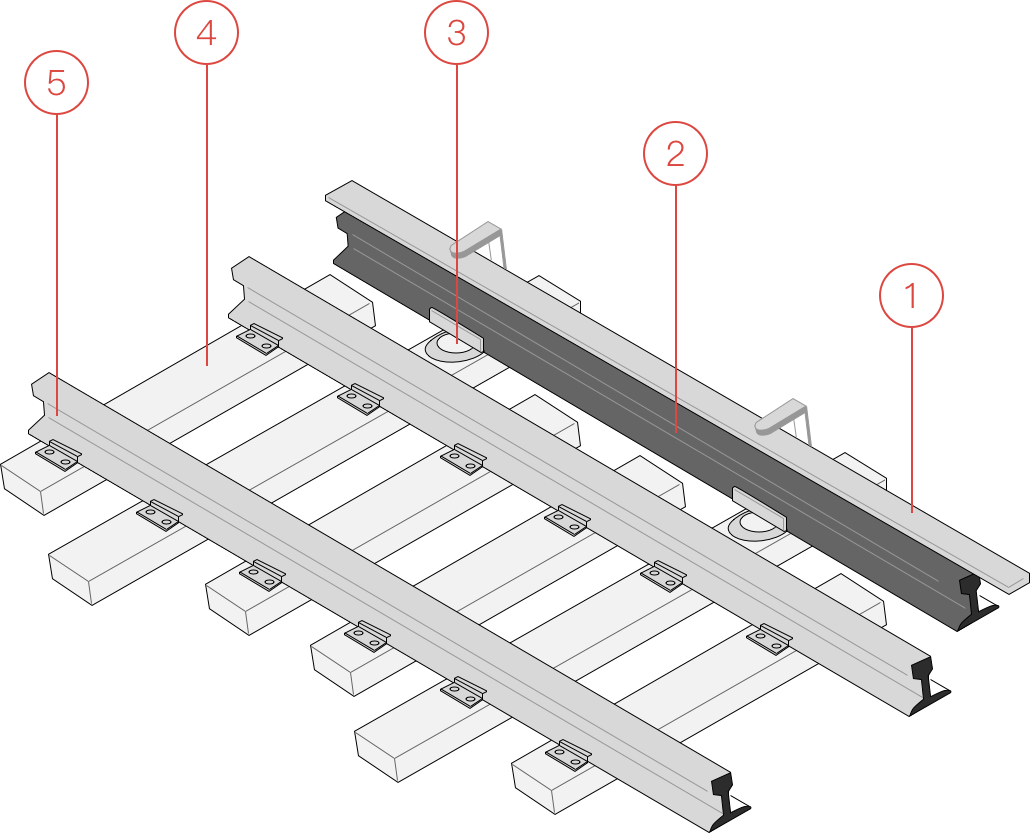
طرح ریل سوم. ۱: پوشش ۲: ریل برق ۳: عایق ۴: ریل‌بند ۵: ریل

یکی از فناوری‌های در حال توسعه در رابطه با نیروی محرکه قطارها، استفاده از سلول‌های سوختی است که مزیت عدم نیاز به تأسیسات برق رسانی در محل را با مزیت عدم انتشار آلاینده ترکیب می‌کند، اما مشکل اساسی آن فعلاً هزینه اولیه بسیار بالای وسایل نقلیه سلول سوختی است.

## قطارهای مسافربری

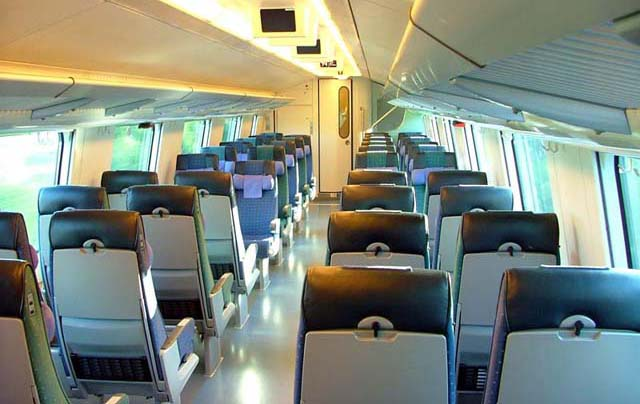
فضای داخلی یک قطار مسافت-طولانی در فنلاند.

قطار مسافربری شامل واگن‌های مسافربر است و اغلب می‌تواند بسیار طولانی و سریع باشد. این قطار ممکن است یک قطار خودکششی یا خودروی ریلی باشد، یا ترکیبی از یک یا چند لوکوموتیو و یک یا چند تریلر بدون نیروی محرک باشد که به عنوان کالسکه یا واگن شناخته می‌شوند. قطارهای مسافری بین ایستگاه‌هایی حرکت می‌کنند، که در آن مسافران می‌توانند سوار و پیاده شوند. در اکثر موارد، قطارهای مسافربری طبق یک برنامه زمانی ثابت کار می‌کنند و از حق اشغال مسیر برتری نسبت به قطارهای باری برخوردار هستند.
برخلاف قطارهای باری، قطارهای مسافربری باید برای سرنشینان برق را برای اهدافی از قبیل روشنایی و گرمایش و غیره تأمین کنند. این برق را می‌توان مستقیماً از موتور لوکوموتیو تأمین کرد یا از یک ژنراتور دیزل جداگانه استفاده کرد. از یک ون ژنراتور جداگانه همچنین می‌توان برای خدمات مسافربری در جاده‌های دورافتاده که دارای سیستم تغذیه برق قطار (Head-end power) نیستند استفاده کرد.

### قطارهای مسافت طولانی

#### قطار تندرو

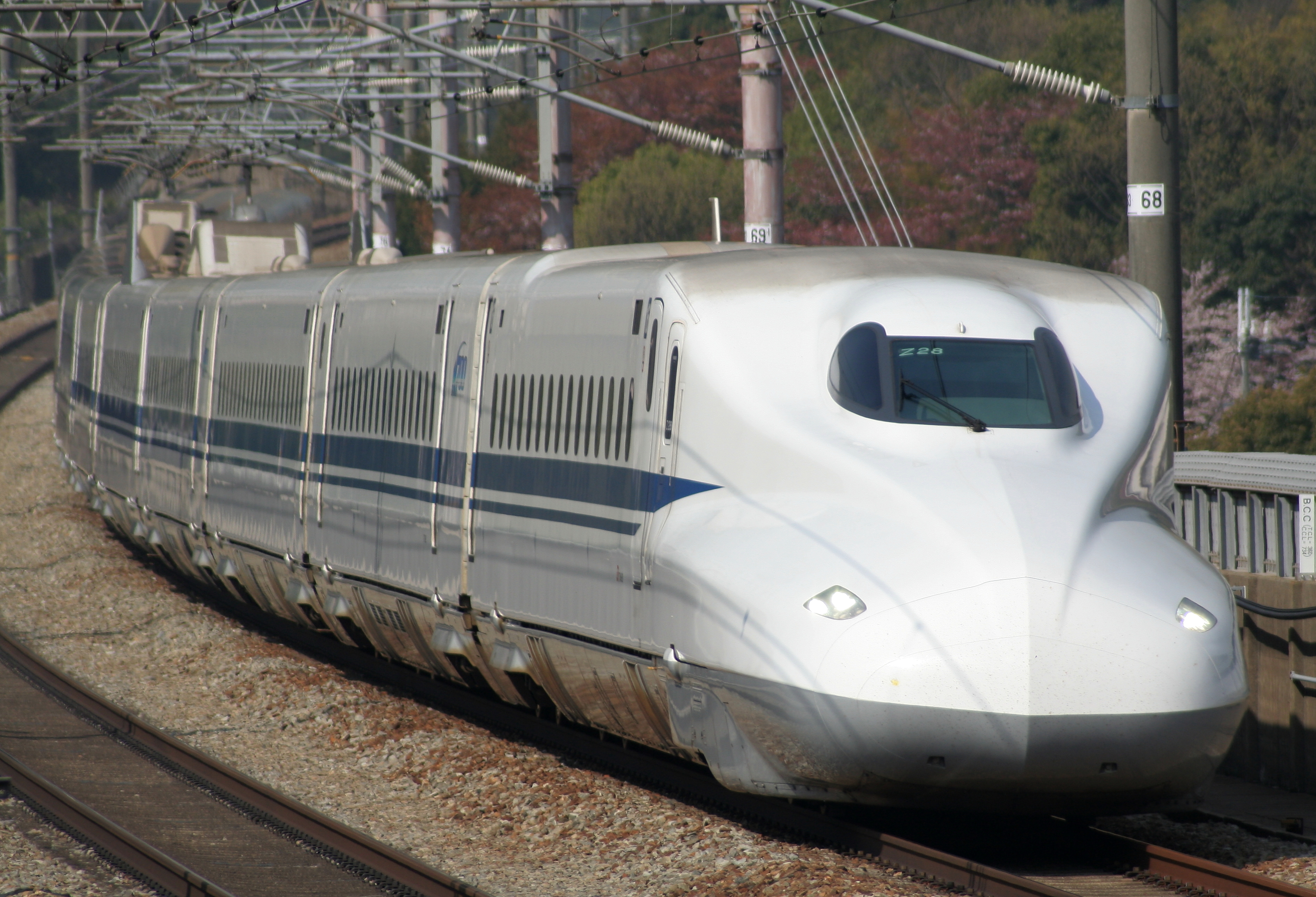
قطار شینکانسن JRC N700 سری Z28 که فاصله بین توکیو و اوزاکا را در دو و نیم ساعت طی می‌کند.

یکی از رده‌های قابل توجه و درحال رشد قطارهای طولانی مدت ریل سریع‌السیر است که معمولاً با سرعتی بالاتر از ۲۰۰ کیلومتر در ساعت (۱۲۰ مایل در ساعت) حرکت می‌کند و اغلب در مسیر اختصاصی کار می‌کند که مورد بررسی قرار می‌گیرد و برای تطبیق با سرعت بالا آماده می‌شود. اولین نمونه موفق سیستم ریلی مسافربری پرسرعت، شینکانسن ژاپن بود که در اصطلاح عامیانه به آن «قطار گلوله ای» می‌گویند، که در اکتبر ۱۹۶۴ شروع به کار کرد.
سریعترین قطار چرخدار که روی ریل حرکت می‌کند ت ژ و فرانسه است که تحت شرایط آزمایش در سال ۲۰۰۷، به سرعت ۵۷۴٫۸ کیلومتر بر ساعت دست یافت، یعنی دو برابر سرعت برخاست هواپیمای مسافربری بوئینگ ۷۲۷. قطار TGV با حداکثر سرعت عملکردی ۳۰۰–۳۲۰ کیلومتر بر ساعت کار می‌کند، همان‌طور که اینترسیتی-اکسپرس آلمان (Inter-City Express) و ای‌وی‌ئی اسپانیا (Alta Velocidad Española) کار می‌کنند. بالاترین سرعت در حال حاضر در عملیات ارزشیابی برنامه‌ریزی شده ۳۵۰ کیلومتر در ساعت (۲۲۰ مایل در ساعت) متعلق به سیستم‌های راه‌آهن سریع‌السیر پکن - تیانجین و راه‌آهن سریع‌السیر ووهان - گوانگژو در چین است.
در بیشتر موارد، مسافرت ریلی پرسرعت با مسافرت هوایی هنگامی که مسافت از ۵۰۰ تا ۶۰۰ کیلومتر فراتر نرود، از نظر زمانی و هزینه ای قابل رقابت است، زیرا مراحل ورود به سیستم و سوار شدن به فرودگاه می‌تواند حداقل دو ساعت به زمان حمل و نقل کلی بیفزاید. همچنین، وقتی میزان سوخت جت مصرف شده توسط هواپیمای مسافربری در هنگام برخاستن و ارتفاع گرفتن در نظر گرفته شود، ممکن است هزینه‌های عملیاتی ریل در این مسافت‌ها کمتر باشد. سفر هوایی با افزایش مسافت از نظر هزینه رقابتی تر می‌شود زیرا هزینه سوخت درصد کمتری از کل هزینه حمل و نقل را تشکیل می‌دهد.

#### قطارهای بین‌شهری

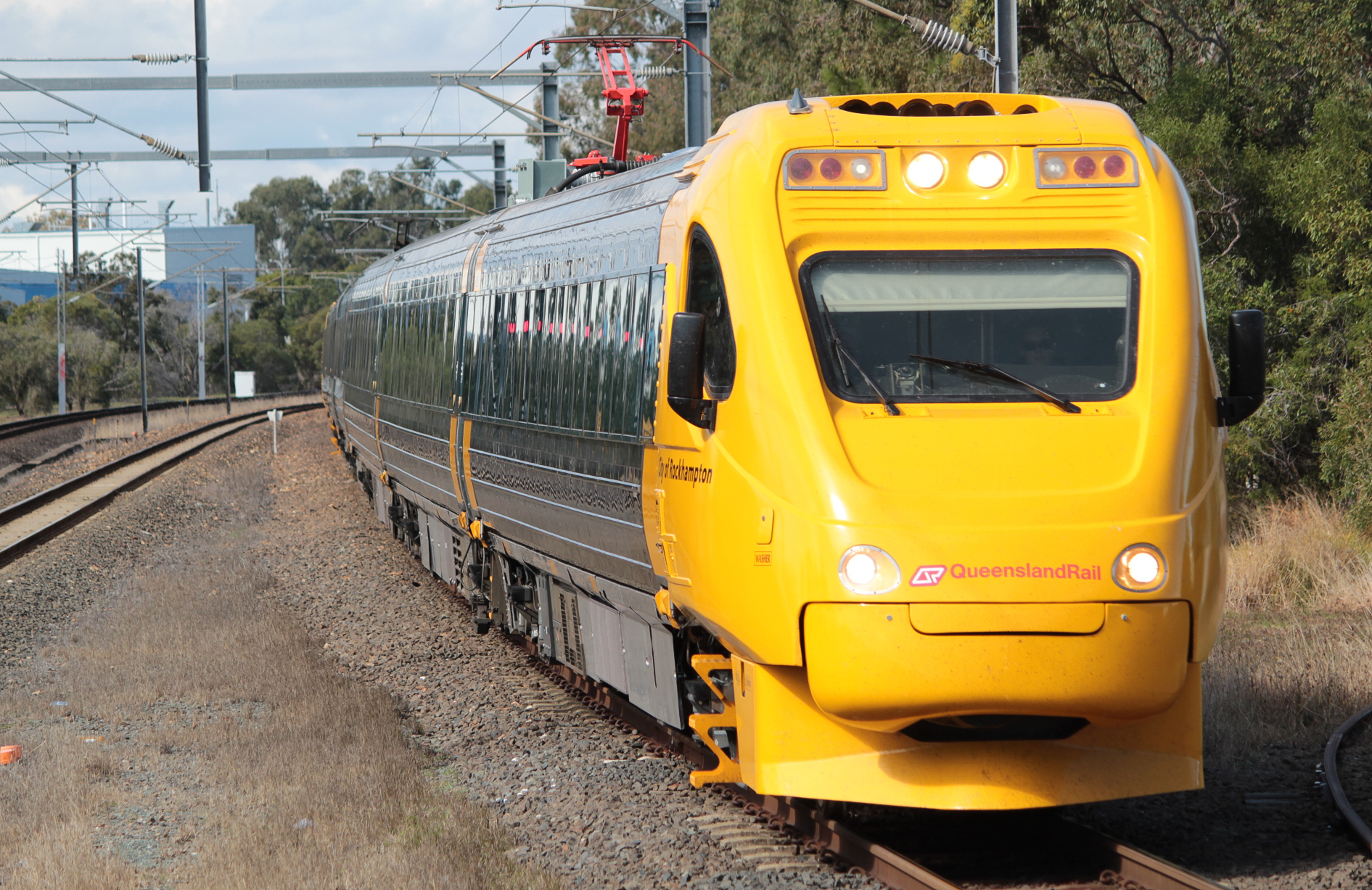
قطار Electric Tilt Train، سریع‌ترین قطار استرالیا، بین بریزبن و راکهمپتون در کوئینزلند، با مسافت ۶۱۵ کیلومتر کار می‌کند.

قطار «بین شهری» اصطلاحی کلی برای هر سرویس ریلی است که از قطارهایی با توقف‌های محدود برای ارائه مسافرت‌های سریع مسافت طولانی استفاده می‌کند. خدمات بین شهری را می‌توان به سه گروه عمده تقسیم کرد:
- اینترسیتی: استفاده از قطارهای سریع‌السیر برای اتصال شهرها، عبور بدون توقف در همه ایستگاه‌های میانی، در نتیجه اتصال مراکز عمده جمعیت در سریعترین زمان ممکن
- اکسپرس: توقف در برخی ایستگاه‌های میانی بین شهرها، خدمات به جوامع شهری بزرگتر
- منطقه ای: توقف در تمام ایستگاه‌های میانی بین شهرها، خدمات به جوامع کوچکتر در طول مسیر

#### قطارهای منطقه‌ای
قطارهای منطقه ای معمولاً بین شهرها و شهرک‌ها ارتباط برقرار می‌کنند و در طول مسیر به جوامع کوچکتر شهری (و برخی روستایی) سرویس می‌دهند. این خدمات برای تأمین تقاضای ترافیک محلی در مناطق کمتر در دسترس ارائه می‌شوند.

#### قطار نیمه-سریع
قطارهای نیمه-سریع دسته خاصی از قطارها هستند. قطارهای نیمه-سریع می‌توانند با حداکثر سرعتی بیشتر از قطارهای معمولی بین شهری کار کنند اما سرعت آن به اندازه خدمات قطار سریع‌السیر نیست. این خدمات پس از بهبود زیرساخت‌های ریلی متداول برای پشتیبانی قطارهایی ارائه می‌شود که می‌توانند با سرعت بالاتری ایمن کار کنند.

### قطارهای مسافت کوتاه

#### قطارهای حومه

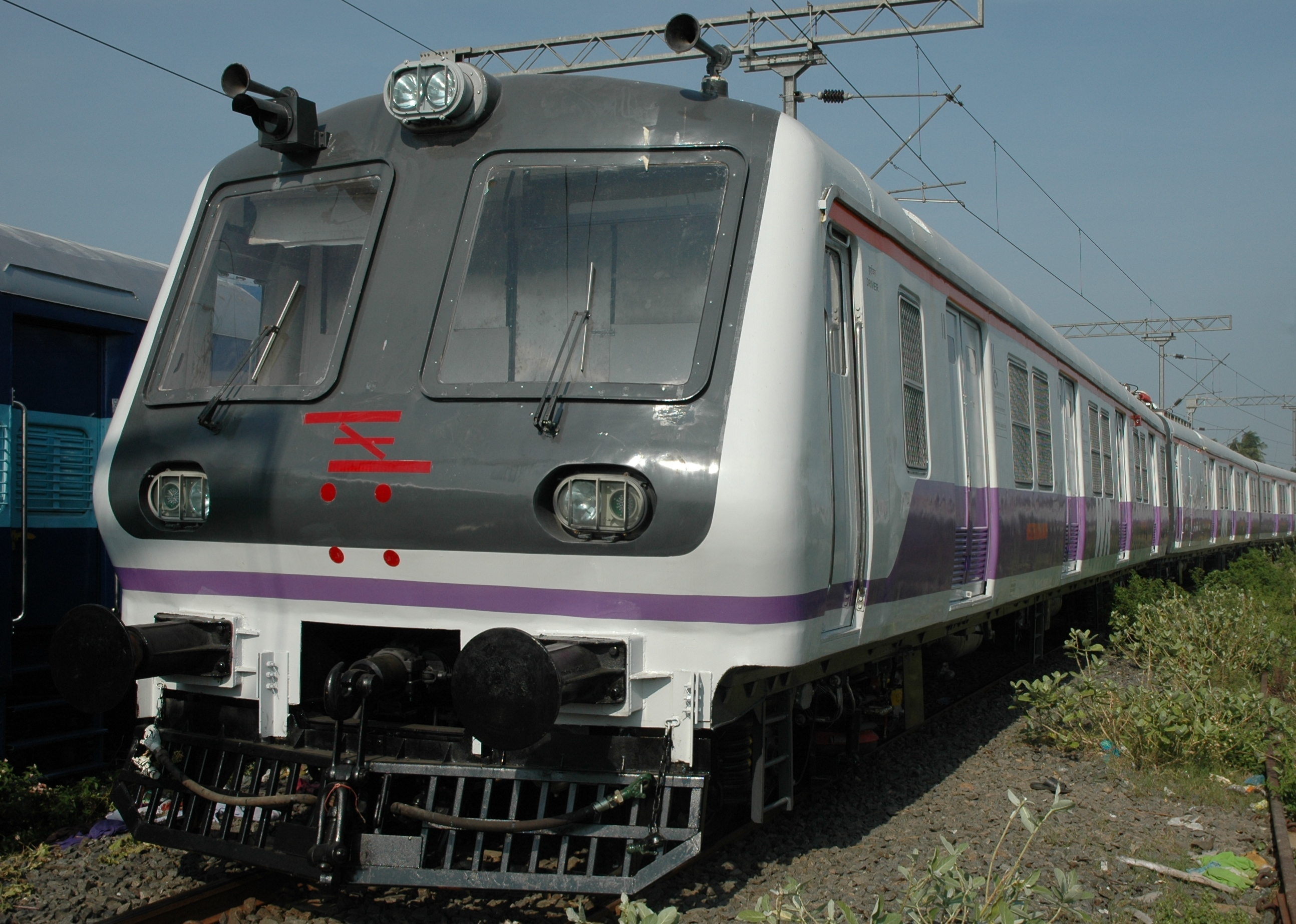
قطارهای حومه‌ای بمبئی روزانه ۷٫۲۴ میلیون مسافر را جابجا می‌کنند.

برای مسافت‌های کوتاه‌تر، بسیاری از شهرها دارای شبکه قطارهای رفت و آمدی (که به آنها قطارهای حومه ای نیز گفته می‌شود) در خدمت شهر و حومه آن هستند. این قطارها یک روش حمل و نقل بسیار کارآمد برای کنار آمدن با تقاضای زیاد ترافیک در یک کلان‌شهر هستند. در مقایسه با حمل و نقل جاده ای، افراد زیادی را با مساحت بسیار کمتر زمین و آلودگی هوای کم حمل می‌کند. راه‌آهن رفت و آمدی در مقایسه با سیستم‌های حمل و نقل سریع با فرکانس نسبتاً کمتر، مسافت بیشتری را طی می‌کند و ممکن است مسیرها را با قطارهای دیگر به اشتراک بگذارد.

### قطارهای داخل شهر

#### ترانزیت سریع

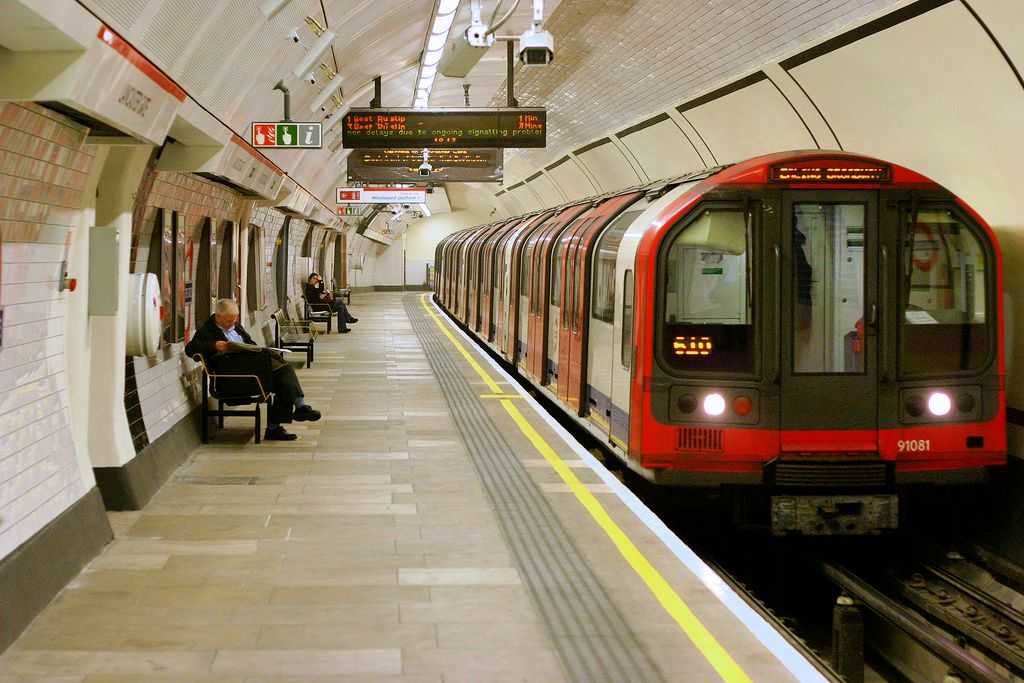
متروی لندن قدیمی‌ترین متروی جهان است.

شهرهای بزرگ اغلب دارای یک سیستم حمل و نقل سریع هستند که به آنها «مترو» گفته می‌شود. نیروی محرکه قطارها الکتریکی بوده و، معمولاً این برق از طریق ریل سوم تأمین می‌شود و خطوط راه‌آهن آنها از سایر ترافیک‌ها جدا است، و معمولاً بدون تقاطع‌های هم سطح هستند. معمولاً آنها در تونل‌هایی در مرکز شهر و بعضی اوقات روی سازه‌های مرتفع در قسمت‌های بیرونی شهر اجرا می‌شوند. آنها می‌توانند سریعتر از قطارهای سنگین و مسافت-طولانی سرعت گرفته و سرعت خود را کاهش دهند.
از اصطلاح عمومی «ترانزیت سریع» برای حمل و نقل عمومی مانند قطارهای حومه، مترو و راه‌آهن سبک استفاده می‌شود. با این حال، این خدمات در متروی شهر نیویورک به عنوان «قطار» شناخته می‌شود، در حالی که در مترو لندن معمولاً به آن «قطار تونلی» یا «لوله ای» (tube trains) گفته می‌شود.

#### تراموا

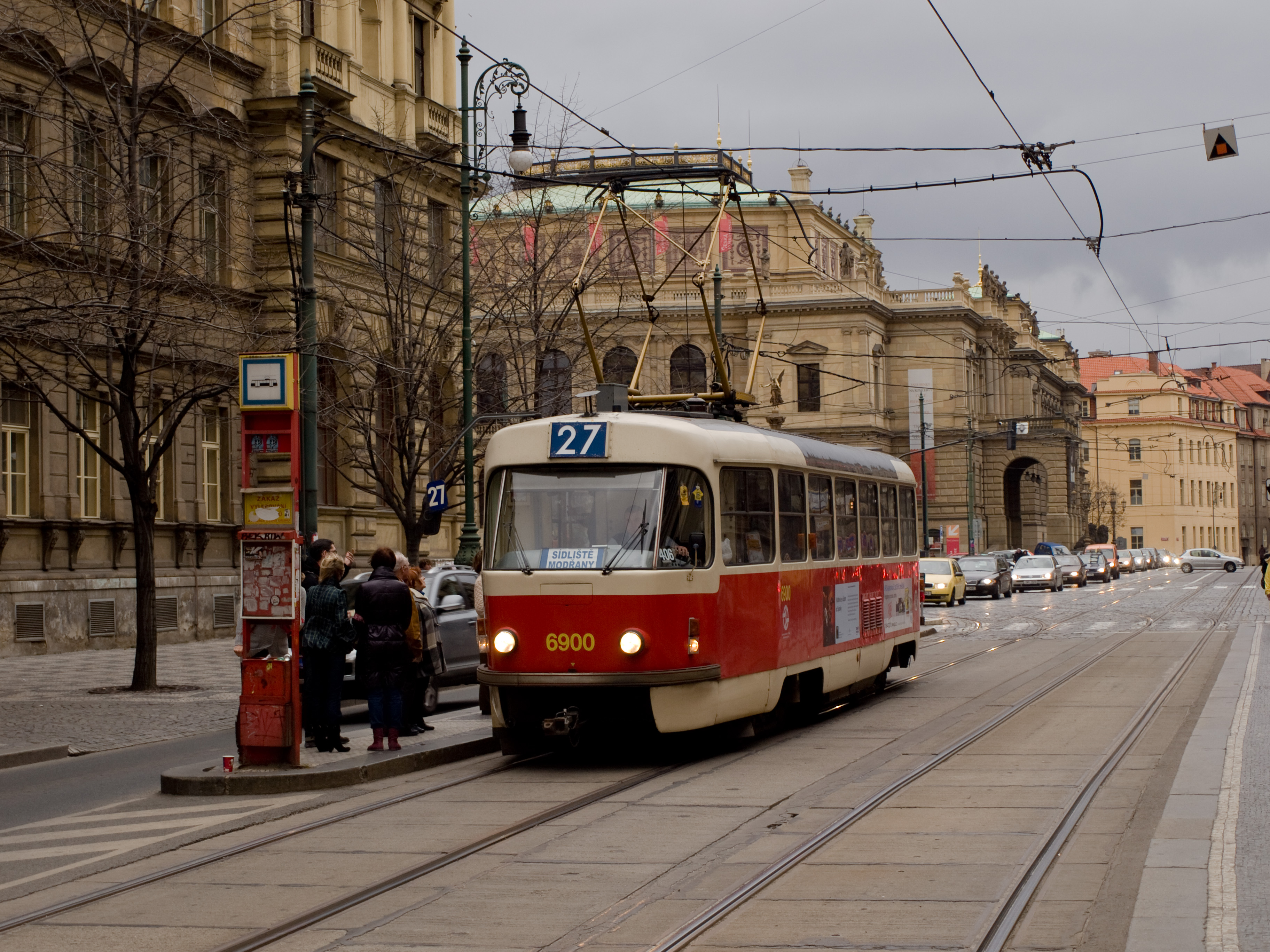
وسیله نقلیه Tatra T3 گسترده‌ترین تراموا استفاده شده در طول تاریخ است.

در انگلستان تمایز بین «تراموا» و «راه‌آهن» دقیقاً مشخص و در قانون تعریف شده‌است. در کانادا و ایالات متحده، به این نوع راه‌آهن‌های خیابانی کالسکه برقی (trolleys) یا واگن شهری (streetcars) گفته می‌شود. تفاوت اصلی فیزیکی بین راه‌آهن و سیستم واگن برقی این است که دستگاه اصلی در خیابان‌های عمومی تردد می‌کند، در حالی که قطارها از حق-راه-انحصاری برخوردار بوده و از جاده‌های عمومی جدا می‌شوند. اغلب، قطار داخل شهری (interurban) طرح-آمریکایی و ریل سبک مدرن با سیستم واگن برقی (trolley system) اشتباه گرفته می‌شود، زیرا ممکن است در ایستگاه‌های نزدیک به هم یا ایستگاه‌های با فاصله زیاد توقف کنند. در برخی از زبان‌ها، به ویژه هلندی، از واژه تراموا (tram) برای اشاره به قطار داخل شهری و ریل سبک مدرن نیز استفاده می‌شود.

#### ریل سبک
از اصطلاح «ریل سبک» گاهی برای یک سیستم تراموای مدرن استفاده می‌شود، علیرغم اینکه خطوط ریلی سبک عموماً دارای حق-راه-انحصاری هستند، شبیه خطوط راه‌آهن سنگین (و نه شبیه تراموا). همچنین ممکن است ریل سبک به معنای یک فرم متوسط بین تراموا و قطار باشد، شبیه به مترو، با این تفاوت که ممکن است دارای تقاطع‌های هم سطح باشد که در این صورت با دروازه‌هایی برای عبور محافظت می‌شوند. در اصطلاحات آمریکایی، این سیستم‌ها اغلب «بین شهری» نامیده می‌شوند زیرا مناطق شهری بزرگتر موجود در مجاورت یک شهر بزرگ را به مرکز شهر متصل می‌کنند. سیستم‌های مدرن ریل سبک معمولاً از «حقوق انحصاری راه» ریل‌های سنگین رها شده استفاده می‌کنند (به عنوان مثال خطوط ریلی سابق) و برای بازآفرینی و احیای مناطق محروم در مجاورت مناطق شهری از آنها استفاده می‌شود.

#### مونوریل

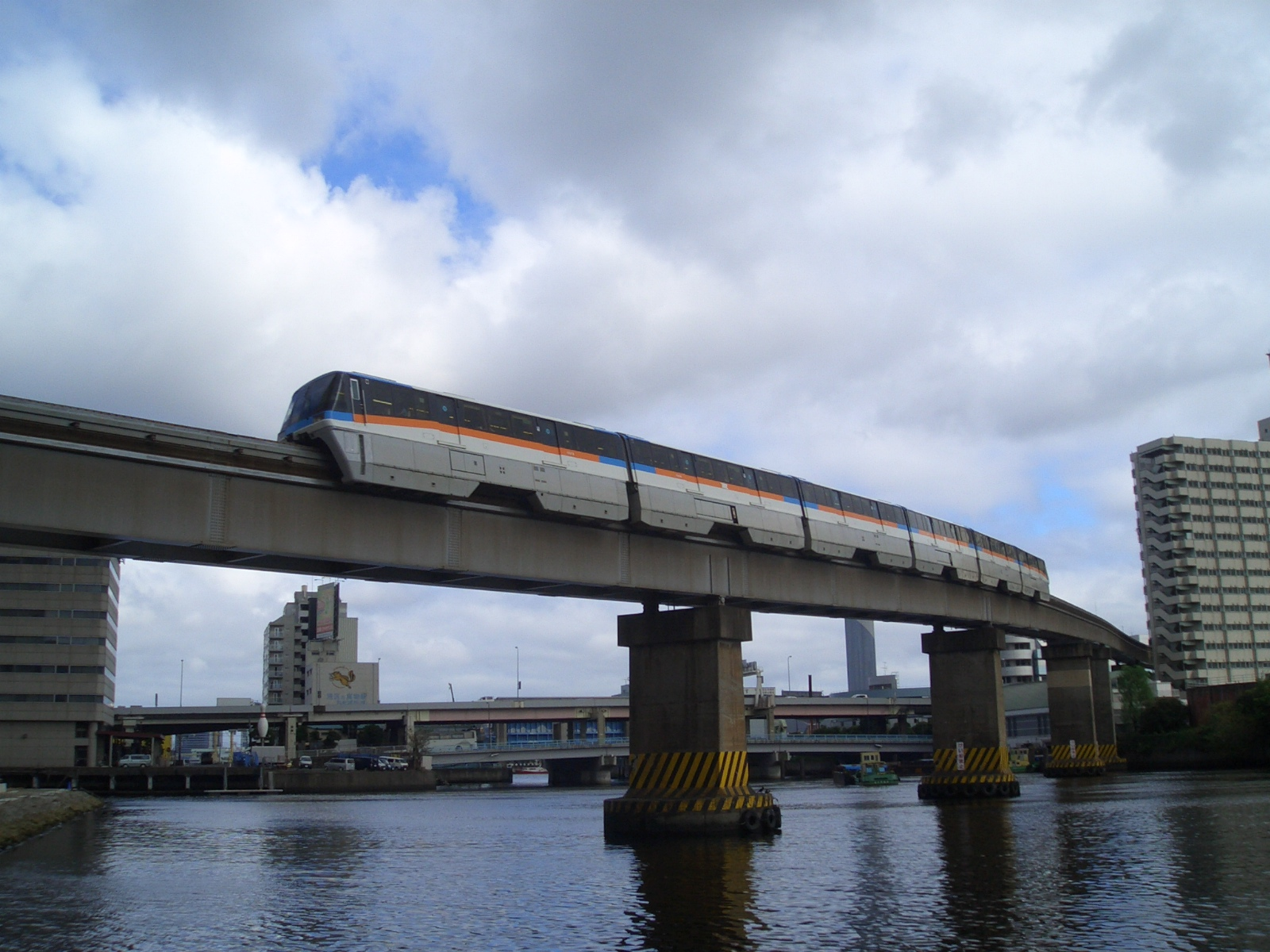
مونوریل توکیو در ژاپن.

مونوریل‌ها برای پاسخگویی به ترافیک تقاضای متوسط در حمل و نقل شهری ساخته شده‌اند و شامل قطاری است که با یک ریل منفرد حرکت می‌کند و به‌طور معمول در ارتفاع قرار دارد. مونوریل نشان دهنده قسمت نسبتاً کمی از میدان راه‌آهن کلی است. تقریباً همه قطارهای مونوریل از موتورهای القایی خطی استفاده می‌کنند.

#### مَگ لِو

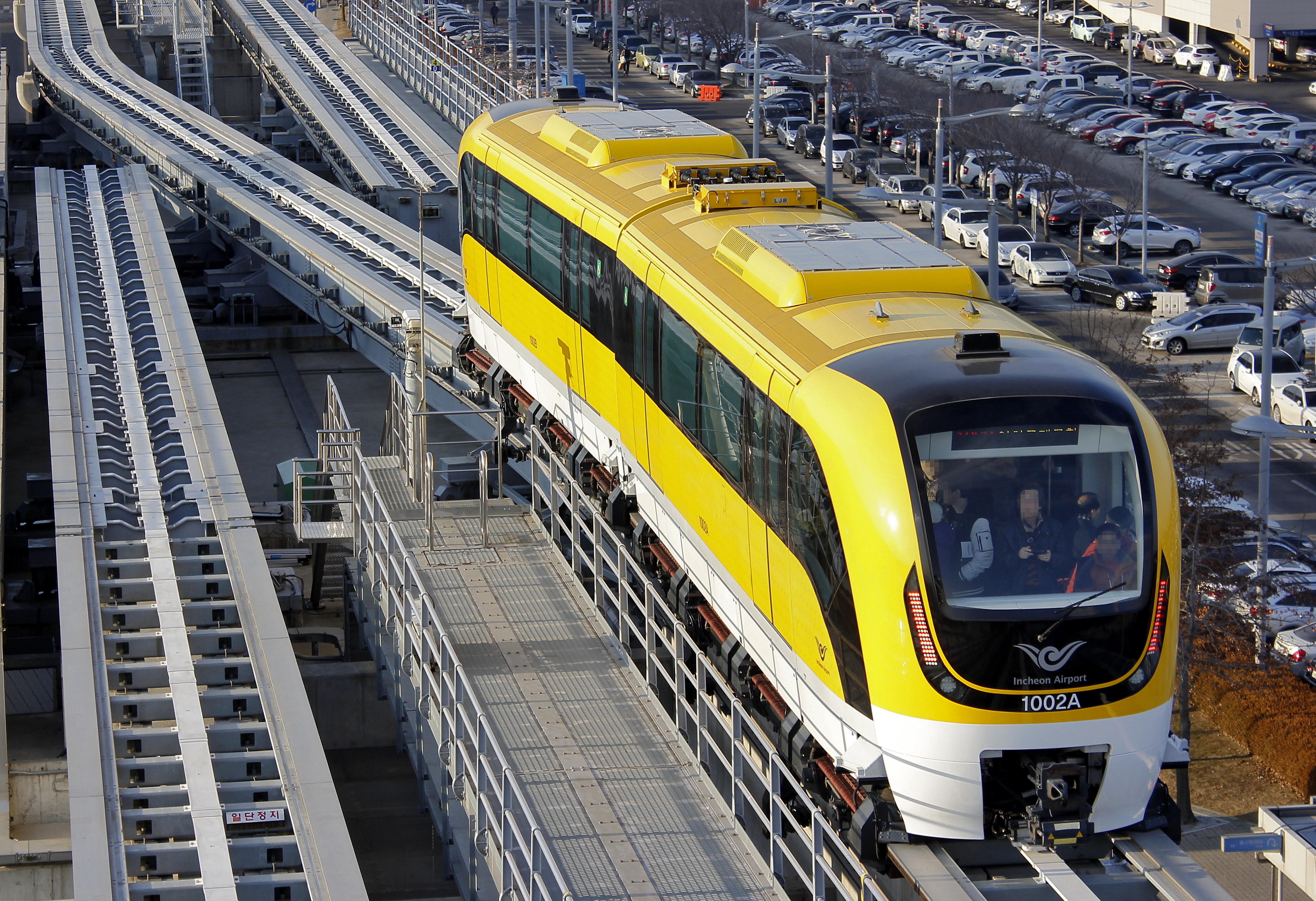
مَگ‌لِو فرودگاه اینچئون، کره جنوبی، چهارمین مگ‌لو از نظر تجاری در جهان است.

برای دستیابی به عملکرد بسیار سریعتر با سرعت بیش از ۵۰۰ کیلومتر بر ساعت (۳۱۰ مایل بر ساعت)، از ابتدای قرن بیستم فناوری نوآورانه maglev مورد تحقیق قرار گرفته‌است. این فناوری با استفاده از آهنربا، قطار را از بالای مسیر بلند می‌کند، اصطکاک را کاهش می‌دهد و اجازه سرعت بیشتری را فراهم می‌کند. نمونه اولیه آن در سال ۱۹۱۳ به نمایش درآمد. اولین قطار تجاری Maglev یک شاتل فرودگاهی بود (شاتل وسیله نقلیه ای است که بین دو مسیر به‌طور مرتب تردد می‌کند) که در سال ۱۹۸۴ در فرودگاه بیرمنگام انگلیس معرفی شد.
قطار مگلو شانگهای، که در سال ۲۰۰۳ افتتاح شد، سریعترین سرویس قطار تجاری از هر نوع دیگر است که با سرعت حداکثر ۴۳۰ کیلومتر بر ساعت (۲۷۰ مایل در ساعت) کار می‌کند. تاکنون از Maglev برای مسیرهای حمل و نقل جمعی بین شهری استفاده نشده‌است.

#### قطارهای زمینی

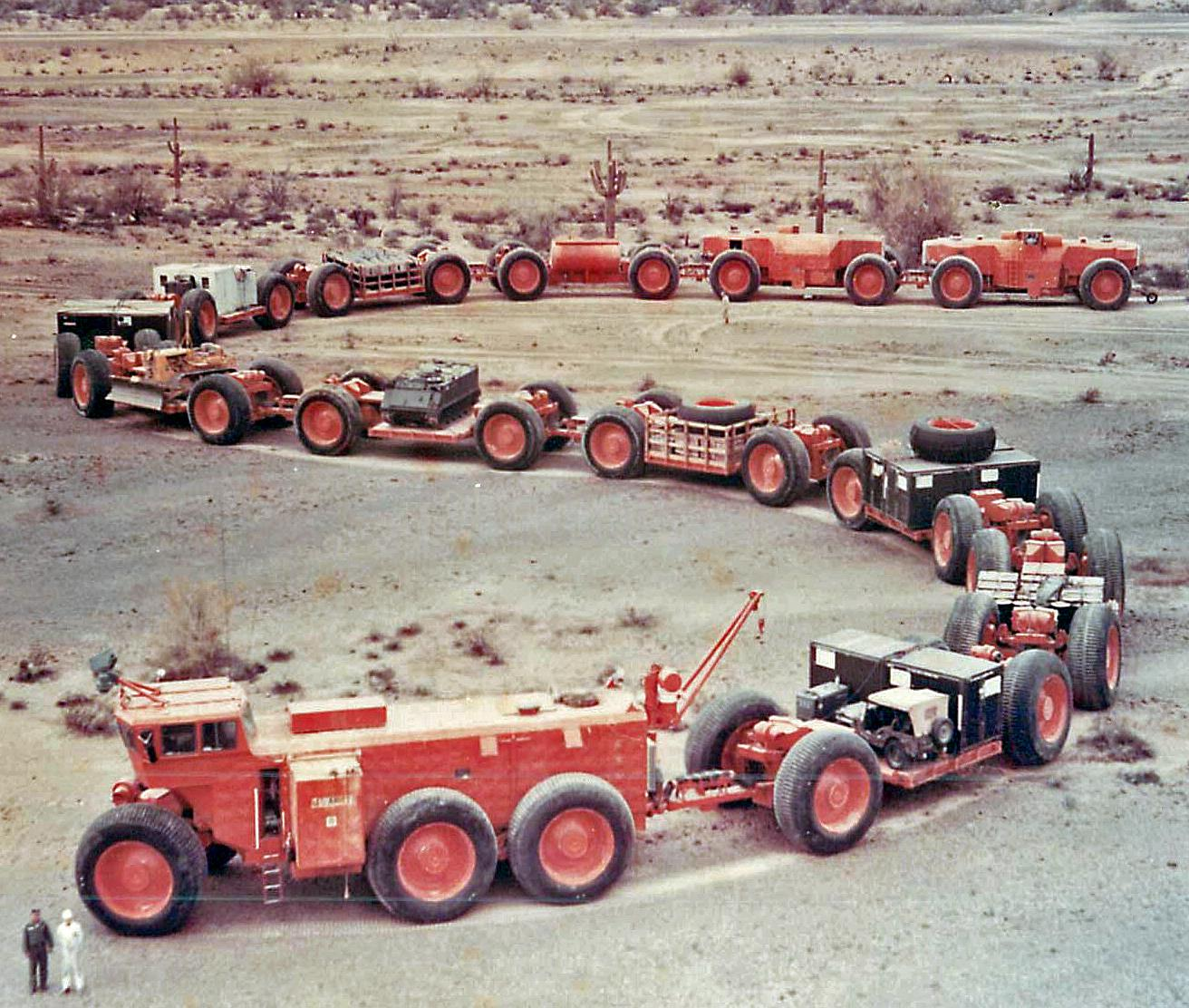
در دهه ۱۹۵۰، شرکت LeTourneau قطارهای زمینی خاصی را توسعه داد، که می‌توانستند تقریباً از هر زمینی عبور کنند. هدف آنها برطرف کردن نیازهای لجستیک بدون وابستگی به راه‌آهن بود.

از قطارهای زمینی برای حمل بار در زمین‌های ناهموار استفاده می‌شود.

#### قطارهای فرودگاهی
قطارهای فرودگاهی افراد را بین ترمینال‌های داخل یک مجموعه فرودگاه جابجا می‌کنند.

#### قطارهای میراث فرهنگی
قطارهای میراث فرهنگی به عنوان یک جاذبه گردشگری توسط داوطلبان، که اغلب مسافران راه‌آهن هستند، اداره می‌شوند. معمولاً این قطارها وسایل نقلیه تاریخی بازنشسته ملی هستند.

#### قطارهای معدنی
قطارهای معدنی در معادن بزرگ کار می‌کنند و هم کارگر و هم کالاها را حمل می‌کنند.

## قطارهای باری

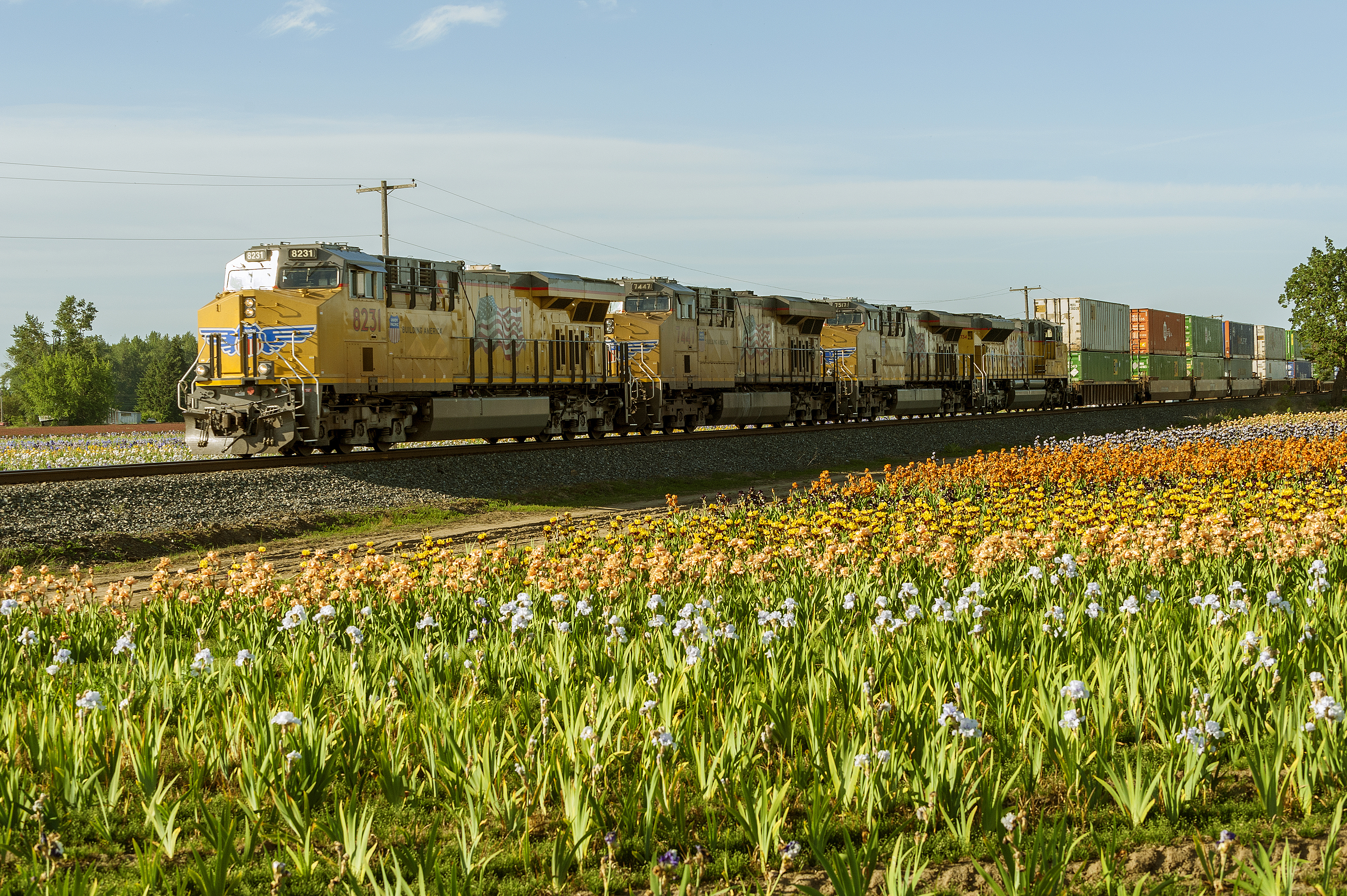
قطار باری یونیون پاسیفیک

یک قطار باری برای حمل کالا یا مواد (بار) از واگن‌های باری استفاده می‌کند. اساساً هر قطاری که برای حمل مسافر استفاده نمی‌شود نوعی قطار باری است. بیشتر حمل بار دنیا با قطار انجام می‌شود و سیستم ریلی در ایالات متحده بیشتر برای حمل بار به جای مسافر استفاده می‌شود.
در شرایط مناسب، حمل و نقل کالا با قطار بسیار اقتصادی بوده و همچنین نسبت به حمل و نقل جاده ای از نظر مصرف انرژی، بهینه تر است. حمل بار ریلی بیشتر برای کالاهای عمده و در مسافت‌های طولانی مناسب است اما برای مسافت‌های کوتاه و بارهای کم مناسب نیست. حمل بارهای فله‌ای بیشتر از ۳۲ کیلومتر می‌تواند مقرون به صرفه باشد.
مهم‌ترین عیب حمل بار ریلی عدم انعطاف‌پذیری آن است و به همین دلیل، راه‌آهن بیشتر تجارت کالای خود را به رقیب جاده ای خود از دست داده‌است.